# 5637 Gyas
5637 Gyas (1988 RF1) là một thiên thể Troia của Sao Mộc, trong nhóm Troia, được phát hiện ngày 10 tháng 9 năm 1988 bởi Shoemaker, C. S. ở Palomar.